# Петров (нос)
Вижте пояснителната страница за други значения на Петър Петров.
Носът Петров (на английски: Petroff Point) е скалист морски нос в Антарктика, на източния бряг на остров Брабант, вдаващ се 1,2 km на североизток в залива Хил. Разположен източно от края на Митев ледник, 3,85 km северозападно от нос Мичъл и 6,8 km югозападно от нос Спаланцани.
Координатите му са: 64°11′13″ ю. ш. 62°05′27″ з. д. / 64.186944° ю. ш. 62.090833° з. д..
Наименуван е на българо-американския изобретател Петър Петров (1919 – 2003), създател на цифровия ръчен часовник. Името е официално дадено на 23 ноември 2009 г.
Британско картографиране от 1980 г.

## Карти
- British Antarctic Territory. Scale 1:200000 topographic map No. 3217. DOS 610 – W 64 62. Tolworth, UK, 1980.
- Antarctic Digital Database (ADD). Scale 1:250000 topographic map of Antarctica. Scientific Committee on Antarctic Research (SCAR). Since 1993, regularly upgraded and updated.